# فرانسيس ليوبولد مكلينتوك
فرانسيس ليوبولد مكلينتوك (بالإنجليزية: Francis Leopold McClintock)‏ هو مستكشف ايرلندي في البحرية الملكية البريطانية الذي عرف باكتشافه لأرخبيل القطب الشمالي الكندي - و هو برتبة أدميرال ولد 8 جويلية 1819 توفي 17 نوفمبر 1907.

## روابط خارجية
- فرانسيس ليوبولد مكلينتوك على موقع الموسوعة البريطانية (الإنجليزية)